# Boca (1994)
Boca é um filme brasilo-estadunidense de 1994, dirigido por Walter Avancini e Zalman King.

## Elenco
- Rae Dawn Chong… JJ
- Martin Kemp… Reb
- Tarcísio Meira… Boca
- Martin Sheen… Jesse James Montgomery
- Carlos Eduardo Dolabella… Fonseca
- José Lewgoy… Quintella
- Denise Milfont… Moema
- Patrick de Oliveira… Tomás
- Nelson Xavier… padre Silva
- Ruth de Souza… sra. Esteban
- Anselmo Vasconcelos… sgto. Trebe
- Luma de Oliveira… Celeste
- Maria Padilha… Maria Luísa
- Betty Gofman… colega de escola
- Márcia Couto… colega de escola
- Norma Sueli… mãe do Boca
- María Dulce… noviça